# Platz der Erinnerung

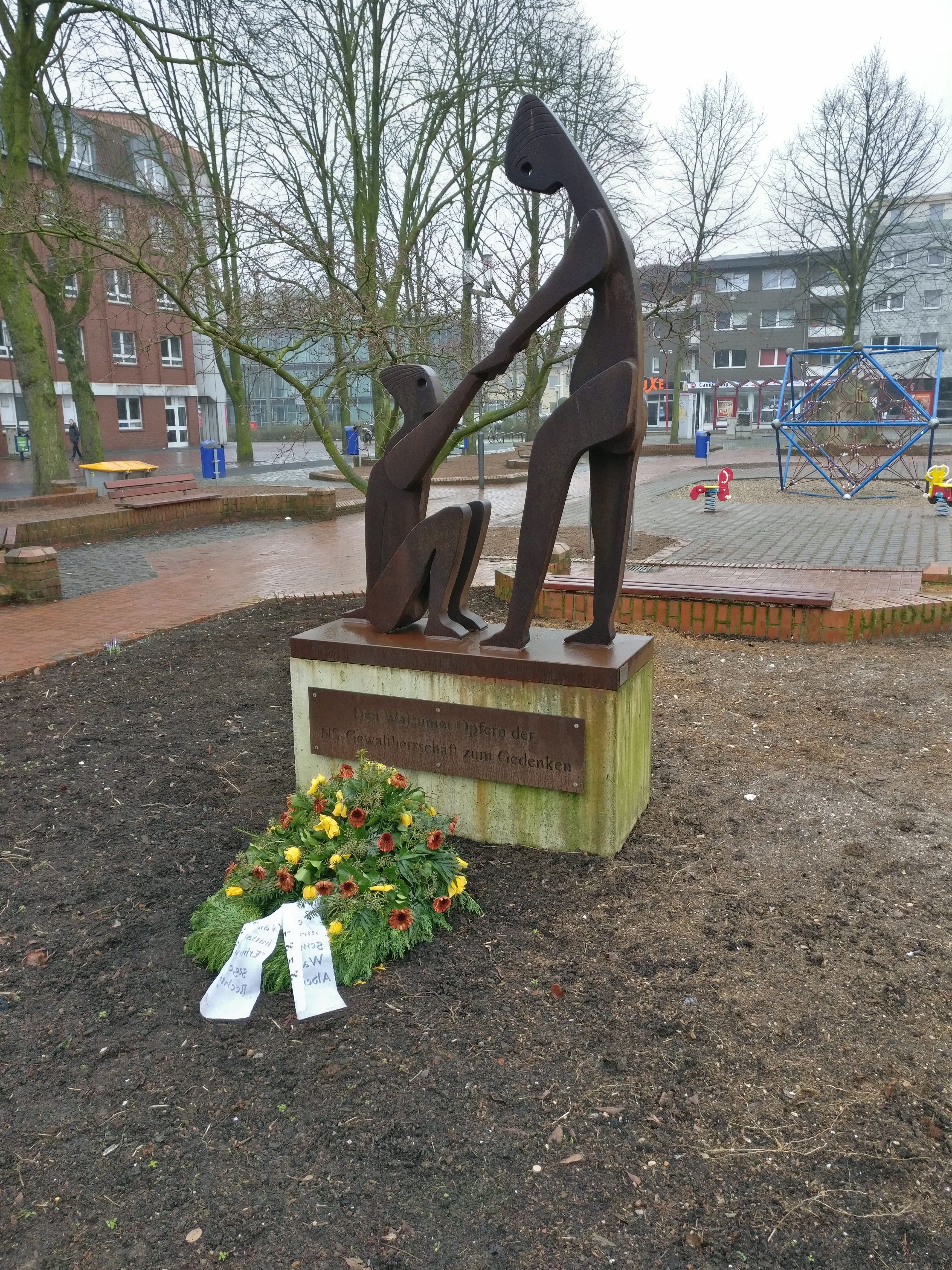
Skulptur Zum Gedenken an die Walsumer Opfer des Nationalsozialismus

Der Platz der Erinnerung ist eine Erinnerungsstätte auf einer kleinen Teilfläche des Kometenplatzes in Duisburg-Walsum. Darauf ist die Skulptur Zum Gedenken an die Walsumer Opfer des Nationalsozialismus des Künstlers Gisbert Zimmermann aufgestellt. Sie zeigt einen Menschen, der einem anderen Menschen hilft, aufzustehen. Der Sockel der Skulptur trägt die Aufschrift „Den Walsumer Opfern der NS-Gewaltherrschaft zum Gedenken“.
Nach Aktionen örtlicher Kirchengemeinden und Bürgerinitiativen sowie der Realschule Walsum-Fahrn zur unbekannten NS-Vergangenheit Walsums und zur Judenverfolgung unter der nationalsozialistischen Gewaltherrschaft wurde am 30. November 2010 die Errichtung der Skulptur von der Stadt Duisburg beschlossen. Die Bezirksvertretung entschied sich aus vier eingereichten Entwürfen für die Skulptur des Künstlers Gisbert Zimmermann. Sie wurde am 8. Mai 2012 zeitgleich mit der Umbenennung einer Teilfläche des Kometenplatzes eingeweiht.